# پائولو ماسیمو آنتیکی
پائولو ماسیمو آنتیکی (ایتالیایی: Paolo Massimo Antici؛ زاده ۱۰ فوریهٔ ۱۹۲۴ درگذشته ۱۷ اوت ۲۰۰۳) یک دیپلمات اهل ایتالیا بود. 